# NGC 2434
NGC 2434 je galaksija u zviježđu Letećoj ribi. Eliptična je galaksija.

## Vanjske poveznice
- SEDS: NGC 2434